# Musa Abbud
Musa Abbud (n. Coatesville, Pensilvania; 13 de octubre de 1915-f. Madrid; 10 de febrero de 1999), arabista e hispanista libanés.

## Biografía
Libanés nacido en Estados Unidos, fue abogado y miembro de la OAT (Organización Árabe del Trabajo). Enseñó árabe clásico en el Centro de Estudios Marroquíes del Protectorado Español de Marruecos y fue catedrático de derecho internacional y laboral en la Universidad de Rabat. 
Tradujo el Don Quijote (1947) junto con Nayib Abumalham y él solo La vida del Buscón de Quevedo (Tetuán: imprenta de Majzén, 1950) y Fuenteovejuna de Lope de Vega (1955). 
Publicó además una Gramática árabe en 1955 refundiendo los apuntes de sus lecciones en el Centro de Estudios Marroquíes. 
Recibió diversas distinciones, entre ellas la de Comendador de la Orden de Isabel la Católica y la cruz de la Orden del Mérito Civil. Asimismo fue Oficial de la Orden Mehauia y Comendador de la Orden del Trono Alauita.

## Obras
- El Motamid de Sevilla, el Rey poeta, Tetuán: Alta Comisaría de España en Marruecos, Delegación de Educación y Cultura, Centro de Estudios Marroquíes, 1942.
- Gramática Árabe, Madrid: Instituto de Estudios Africanos, 1955. Hubo una reedición más completa, al parecer por el propio autor (Rabat, 1997).